# Jean-Claude Schmitt

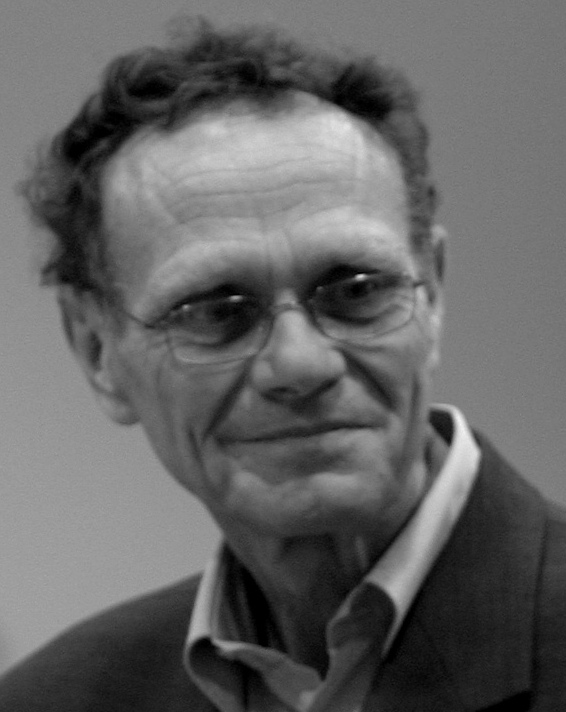
Jean-Claude Schmitt (2009)

Jean-Claude Schmitt (ur. 4 marca 1946 w Colmar) – francuski historyk mediewista. 

## Życiorys
Uczeń Jacques’a Le Goffa. Dyrektor École des hautes études en sciences sociales. Zajmuje się społeczno-kulturowymi aspektami historii średniowiecza w Europie Zachodniej. Ma znaczący wkład w wykorzystaniu metod antropologicznych w historii. 

## Wybrane publikacje
- Le saint lévrier. Guinefort, guérisseur d'enfants depuis le XIIIe siècle, Paris, Flammarion, 1979.
- Religione, folklore e società nell' Occidente medievale, Rome - Bari, Laterza, 1988.
- La raison des gestes dans l'Occident médiéval, Paris, Gallimard, 1990.
- Les revenants. Les vivants et les morts dans la société médiévale, Paris, Gallimard, Bibliothèque des histoires, 1994, ISBN|978-2070736577.
- Le corps, les rites, les rêves, le temps. Essais d'anthropologie médiévale, Paris, Gallimard, 2001
- Le corps des images. Essais sur la culture visuelle du Moyen Âge, Paris, Gallimard, 2002.
- La conversion d'Hermann le Juif : autobiographie, histoire et fiction, Paris, Seuil, 2003.
- L'invention de l'anniversaire, Paris, Les éditions arkhê, 2010.
- La représentation de l’espace et l’espace des images au Moyen Âge, Genève, Haute Ecole d’Art et de Design, 2011.

## Publikacje w języku polskim
- Duchy: żywi i umarli w społeczeństwie średniowiecznym, przeł. Aleksander Labuda, Gdańsk: Marabut” - Warszawa: „Volumen” 2002.
- Gest w średniowiecznej Europie, przeł. Hanna Zaremska, Warszawa: Oficyna Naukowa 2006.